# Exocoetoidea
De Exocoetoidea zijn een superfamilie van straalvinnige beenvissen die bestaat uit drie families, de vliegende vissen, de halfsnavelbekken en de levendbarende halfsnavelbekken. Ze komen voor in tropische en subtropische wateren over de hele wereld. De Exocoetoidea maken deel uit van de onderorde Exocoetoidei van de orde Beloniformes.

## Kenmerken
De vissen hebben grote schubben, met normaal gesproken achtendertig tot zestig schubben langs de zijlijn. Ze hebben een kleine muil en sommige hebben een langwerpige onderkaak (maar geen langwerpige bovenkaak). Ze hebben geen losstaande vinnetjes tussen de rugvin en anaalvin en de staartvin. De dorsale en anale vinnen hebben meestal acht tot achttien stralen elk, maar er zijn er maar liefst vijfentwintig bij Euleptorhamphus. Het derde paar bovenste faryngeale botten is verenigd, maar niet versmolten, om een verhemelte te vormen.

## Families
- Exocoetidae Risso, 1827
- Hemiramphidae Gill, 1859
- Zenarchopteridae Fowler, 1934